# Casto (generale bizantino)
Casto (latino: Castus; VI secolo) è stato un generale bizantino del VI secolo, che combatté in Tracia e in Italia.

## Biografia
Nel 587 era magister militum vacans sotto il comando del magister militum per Thracias Comenziolo; divisa l'armata in tre, Comenziolo affidò proprio a Casto una delle tre armate, quella sinistra. Casto ottenne un successo sugli Avari presso Drazipara, accumulando un grande bottino che, però, affidato a un bucellario, venne ripreso dagli Avari in un attacco a sorpresa. Unite le forze con Martino presso Tomi e con Comenziolo a Marcianopoli, seguì il proprio superiore fino ai Monti Haemus; qui Comenziolo gli affidò il compito di andare in avanguardia per controllare i movimenti nemici; durante la missione, però, Casto venne vinto e fatto prigioniero degli Avari, che, però, successivamente lo rilasciarono.
Dal 593 al 595 risulta attestato a Roma come comandante delle truppe imperiali nella Città Eterna. Deteneva il rango di vir gloriosus. Presente all'assedio di Roma da parte di Agilulfo re dei Longobardi, Casto e il prefetto del pretorio d'Italia Gregorio appoggiarono il tentativo di papa Gregorio I di cercare di negoziare una tregua con i Longobardi, cadendo in disgrazia presso l'imperatore Maurizio; papa Gregorio cercò di difendere il loro operato in un'epistola rivolta all'Imperatore datata giugno 595.